# Temporada 1972 de las Grandes Ligas de Béisbol
La temporada 1972 de las Grandes Ligas de Béisbol comenzó el 9 de abril y finalizó cuando Oakland Athletics derrotó en 7 juegos a Cincinnati Reds en la Serie Mundial.
El Juego de las Estrellas se disputó el 25 de julio en el Atlanta-Fulton County Stadium y fue ganado por la Liga Nacional con un marcador de 4-3.
Fue la primera temporada en la que se cancelaron partidos por una huelga de jugadores. También fue la última temporada en la que los lanzadores de la Liga Americana se golpearon en forma regular. La regla de Bateador designado entraría en vigor la siguiente.

## Premios y honores
- MVP
  - Dick Allen, Chicago White Sox (AL)
  - Johnny Bench, Cincinnati Reds (NL)
- Premio Cy Young
  - Gaylord Perry, Cleveland Indians (AL)
  - Steve Carlton, Philadelphia Phillies (NL)
- Novato del año
  - Carlton Fisk, Boston Red Sox (AL)
  - Jon Matlack, New York Mets (NL)

## Temporada Regular
Liga Americana
| División Este     | División Este | División Este | División Este | División Este | División Este | División Este |
| Equipo            | V             | D             | CTE           | JD            | LOCAL         | VISITA        |
| ----------------- | ------------- | ------------- | ------------- | ------------- | ------------- | ------------- |
| Detroit Tigers    | 86            | 70            | 0.551         | —             | 44–34         | 42–36         |
| Boston Red Sox    | 85            | 70            | 0.548         | ½             | 52–26         | 33–44         |
| Baltimore Orioles | 80            | 74            | 0.519         | 5             | 38–39         | 42–35         |
| New York Yankees  | 79            | 76            | 0.510         | 6½            | 46–31         | 33–45         |
| Cleveland Indians | 72            | 84            | 0.462         | 14            | 43–34         | 29–50         |
| Milwaukee Brewers | 65            | 91            | 0.417         | 21            | 37–42         | 28–49         |

| División Oeste     | División Oeste | División Oeste | División Oeste | División Oeste | División Oeste | División Oeste |
| Equipo             | V              | D              | CTE            | JD             | LOCAL          | VISITA         |
| ------------------ | -------------- | -------------- | -------------- | -------------- | -------------- | -------------- |
| Oakland Athletics  | 93             | 62             | 0.600          | —              | 48–29          | 45–33          |
| Chicago White Sox  | 87             | 67             | 0.565          | 5½             | 55–23          | 32–44          |
| Minnesota Twins    | 77             | 77             | 0.500          | 15½            | 42–32          | 35–45          |
| Kansas City Royals | 76             | 78             | 0.494          | 16½            | 44–33          | 32–45          |
| California Angels  | 75             | 80             | 0.484          | 18             | 44–36          | 31–44          |
| Texas Rangers      | 54             | 100            | 0.351          | 38½            | 31–46          | 23–54          |

Liga Nacional  
| División Este         | División Este | División Este | División Este | División Este | División Este | División Este |
| Equipo                | V             | D             | CTE           | JD            | LOCAL         | VISITA        |
| --------------------- | ------------- | ------------- | ------------- | ------------- | ------------- | ------------- |
| Pittsburgh Pirates    | 96            | 59            | 0.619         | —             | 49–29         | 47–30         |
| Chicago Cubs          | 85            | 70            | 0.548         | 11            | 46–31         | 39–39         |
| New York Mets         | 83            | 73            | 0.532         | 13½           | 41–37         | 42–36         |
| St. Louis Cardinals   | 75            | 81            | 0.481         | 21½           | 40–37         | 35–44         |
| Montreal Expos        | 70            | 86            | 0.449         | 26½           | 35–43         | 35–43         |
| Philadelphia Phillies | 59            | 97            | 0.378         | 37½           | 28–51         | 31–46         |

| División Oeste       | División Oeste | División Oeste | División Oeste | División Oeste | División Oeste | División Oeste |
| Equipo               | V              | D              | CTE            | JD             | LOCAL          | VISITA         |
| -------------------- | -------------- | -------------- | -------------- | -------------- | -------------- | -------------- |
| Cincinnati Reds      | 95             | 59             | 0.617          | —              | 42–34          | 53–25          |
| Houston Astros       | 84             | 69             | 0.549          | 10½            | 41–36          | 43–33          |
| Los Angeles Dodgers  | 85             | 70             | 0.548          | 10½            | 41–34          | 44–36          |
| Atlanta Braves       | 70             | 84             | 0.455          | 25             | 36–41          | 34–43          |
| San Francisco Giants | 69             | 86             | 0.445          | 26½            | 34–43          | 35–43          |
| San Diego Padres     | 58             | 95             | 0.379          | 36½            | 26–54          | 32–41          |

## Postemporada
|  | Campeonato de la Liga | Campeonato de la Liga | Campeonato de la Liga |   |    | Serie Mundial     | Serie Mundial | Serie Mundial |
|  |                       |                       |                       |   |    |                   |               |               |
|  | Este                  | Detroit Tigers        | 2                     |   |    |                   |               |               |
|  | Oeste                 | Oakland Athletics     | 3                     |   |    |                   |               |               |
|  |                       |                       |                       |   | AL | Oakland Athletics | 4             |               |
|  |                       | NL                    | Cincinnati Reds       | 3 |    |                   |               |               |
|  | Este                  | Pittsburgh Pirates    | 2                     |   |    |                   |               |               |
|  | Oeste                 | Cincinnati Reds       | 3                     |   |    |                   |               |               |

|                                        |
| Campeón Oakland Athletics Sexto Título |

## Líderes de la liga

### Liga Americana
Líderes de Bateo 
| Categoría           | Jugador         | Equipo | Marca |
| ------------------- | --------------- | ------ | ----- |
| Porcentaje de bateo | Rod Carew       | MIN    | .318  |
| Cuadrangulares      | Dick Allen      | CHW    | 37    |
| Carreras Impulsadas | Dick Allen      | CHW    | 113   |
| Carreras Anotadas   | Bobby Murcer    | NYY    | 102   |
| Hits                | Joe Rudi        | OAK    | 181   |
| Robo de Bases       | Bert Campaneris | OAK    | 52    |

Líderes de Pitcheo 
| Categoría         | Jugador                    | Equipo  | Marca |
| ----------------- | -------------------------- | ------- | ----- |
| Victorias         | Gaylord Perry Wilbur Wood  | CLE CHW | 24    |
| Derrotas          | Pat Dobson Mel Stottlemyre | BAL NYY | 18    |
| ERA               | Luis Tiant                 | BOS     | 1.91  |
| Ponches           | Nolan Ryan                 | CAL     | 329   |
| Entradas Lanzadas | Wilbur Wood                | CHW     | 376.2 |
| Juegos salvados   | Sparky Lyle                | NYY     | 35    |

### Liga Nacional
Líderes de Bateo 
| Categoría           | Jugador        | Equipo | Marca |
| ------------------- | -------------- | ------ | ----- |
| Porcentaje de bateo | Billy Williams | CHC    | .333  |
| Cuadrangulares      | Johnny Bench   | CIN    | 40    |
| Carreras Impulsadas | Johnny Bench   | CIN    | 125   |
| Carreras Anotadas   | Joe Morgan     | CIN    | 122   |
| Hits                | Pete Rose      | CIN    | 198   |
| Robo de Bases       | Lou Brock      | STL    | 63    |

Líderes de Pitcheo 
| Categoría         | Jugador       | Equipo | Marca |
| ----------------- | ------------- | ------ | ----- |
| Victorias         | Steve Carlton | PHI    | 27    |
| Derrotas          | Steve Arlin   | SDP    | 21    |
| ERA               | Steve Carlton | PHI    | 1.97  |
| Ponches           | Steve Carlton | PHI    | 310   |
| Entradas Lanzadas | Steve Carlton | PHI    | 346.1 |
| Juegos salvados   | Clay Carroll  | CIN    | 37    |